# Ancylostoma caninum
Ancylostoma caninum es un parásito de los cánidos, que se localiza en su intestino delgado, al que se fija por medio de una cápsula bucal, y se alimenta de la sangre de su hospedador. Los síntomas comunes incluyen anemia y diarrea.
En ocasiones puede infestar al humano de forma circunstancial, puesto que no podrá completar su desarrollo, originando un cuadro conocido como larva migrans cutánea o dermatitis serpiginosa, también provocada por Ancylostoma braziliense.

## Morfología
En cuanto a su morfología Ancylostoma caninum es cilíndrico, posee tres pares de dientes en su cápsula bucal. El macho presenta en su extremidad posterior una estructura denominada bolsa copulatriz, la extremidad posterior de la hembra termina en punta. El macho adulto mide hasta 12 milímetros de longitud, alcanzando las hembras los 16. El extremo anterior está curvado dorsalmente.

## Ciclo biológico
Los huevos se desarrollan en el suelo y pasan por tres periodos larvarios antes de producir la infestación, por ingestión o por vía cutánea. También se produce infestación intrauterina y a través de vía galactógena.

## Profilaxis
Puede haber vacunación de perros.